# Vladimir Padrino López
Vladimir Padrino López (Caracas, 30 maggio 1963) è un generale e politico venezuelano, attuale Ministro del Potere Popolare per la Difesa della Repubblica Bolivariana del Venezuela.

## Carriera militare
il 5 luglio 1984 Padrino si è laureato all'Accademia militare del Venezuela. Ha comandato in seguito un'unità di mortaio del battaglione di fanteria "Antonio Ricaurte" stazionato a Rubio Stato del Táchira. Tra il febbraio e il maggio 1995, è stato inviato all'Istituto dell'emisfero occidentale per la cooperazione alla sicurezza di Fort Benning in Georgia per frequentare un corso di "operazioni psicologiche" e un addestramento "avanzato da ufficiale" tenuto da personale dell'Esercito degli Stati Uniti. Durante il colpo di stato in Venezuela del 2002, era un colonnello nel battaglione di fanteria "Simon Bolivar" stazionato in Fuerte Tiuna e rimase leale al governo di Hugo Chávez. In seguito fu nominato capo dello stato maggiore congiunto della Regione centrale di difesa integrale dal presidente Chávez.
Nel 2013 è divenuto comandante in capo delle forze armate venezuelane. Il 24 ottobre 2014 è stato nominato dal presidente Nicolás Maduro ministro del potere popolare per la difesa succedendo a Carmen Meléndez. Attualmente detiene sia la carica di ministro del potere popolare per la difesa e comandante strategico operazionale delle Forze Armate Nazionali Bolivariane.